# 107 d'Aquari
107 d'Aquari (107 Aquarii), és una binària visual de la Constel·lació d'Aquari.